# Opération X (guerre d'Indochine)
L’opération X désigne l’organisation durant la guerre d’Indochine d’un trafic de drogues par l’armée française pour financer des opérations spéciales.

## Contexte

### Le développement de la culture du pavot en Asie
Dès le XVIIIe siècle, l'opium fait l'objet d'une utilisation importante en Chine. Le phénomène se poursuit durant la période de présence européenne et, au XIXe siècle, le trafic est à l'origine des guerres de l'opium, où la population chinoise se bat contre les importateurs européens. En 1880, l'opium assure 14 % du budget du Raj britannique en Inde. L'opium est alors un produit légal dans l'Empire Britannique, qui en produit en Thaïlande, Birmanie, Iran et Turquie. Le marché chinois s'ouvre après la Seconde guerre de l'opium (1856-1860), perdue par la Chine, à la suite du traité de Tianjin de 1858, co-signé par la France, le Royaume-Uni, les États-Unis et l'Empire russe.

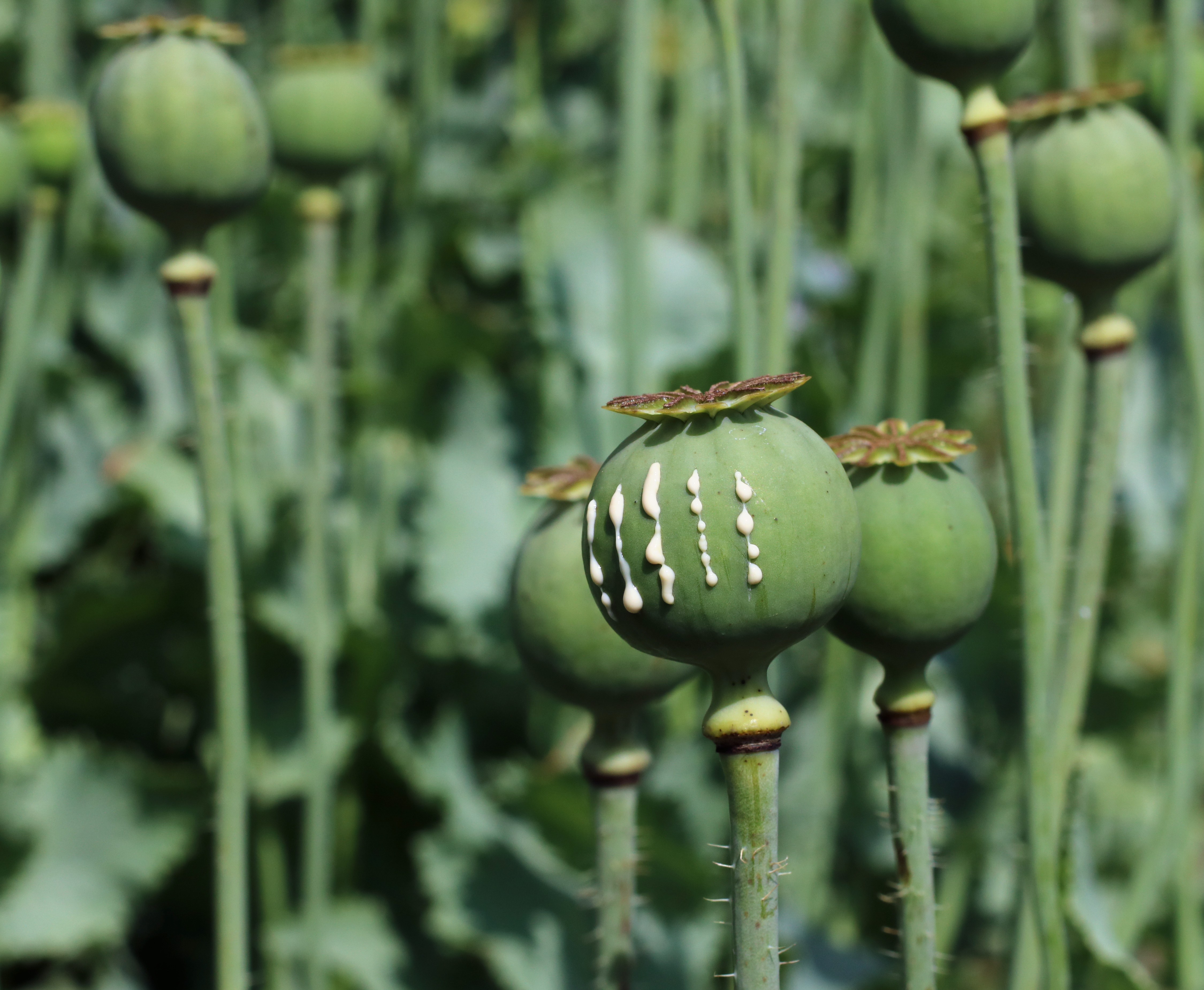
Opium s’écoulant d’incisions réalisées sur une capsule de pavot.

### Le Triangle d’Or

Carte du monde présentant les principales zones de production d’héroïne, issue du pavot. Le Triangle d’or se situe le plus à l’est.

Le triangle d’or désigne une aire montagneuse aux frontières de la Birmanie, de la Thaïlande et du Laos. Cet espace est l’une des régions principales de la culture du pavot et de la production de ses dérivés : opium, morphine et héroïne. Il occupe une position spécifique au XXe siècle, dans un contexte de guerre entre les deux blocs, au vu de son faible développement économique et de sa faible intégration aux États et idéologies qui se disputent l’influence de la région. Elle existe principalement par son rôle dans le trafic de drogues.
La culture du pavot est, jusqu’à la Seconde Guerre mondiale, essentiellement réalisée dans les États shan de Birmanie, où l’influence britannique est faible et ne permet pas de contrôler efficacement ce territoire. Elle se développe au Laos et dans le nord du Tonkin durant et après la guerre, avec un pic sous le régime de Vichy, favorisée par l’administration coloniale et est géré par la Régie de l'Opium du service des Douanes. Le monopole de l'opium est aboli en 1946,
Les terrains situés à plus de mille mètres d’altitude, organisés par l’homme en étagement, sont favorables à la culture du pavot.

### La guerre d’Indochine
Après la Seconde Guerre mondiale, l’ancien résistant Maurice Belleux est affecté à la Direction générale des Études et Recherches (DGER) et dirige la section des études du Service de documentation extérieure et de contre-espionnage (SDECE). Il est envoyé en mission en Indochine alors en guerre pour réorganiser les services. Il arrive à Saïgon en décembre 1947 et dirige durant plus de six ans et demi de plus le SDECE sur place,,.
C’est dans ce contexte que le SDECE met en place le financement d’actions clandestines avec l’argent du trafic de drogue,.
Le trafic permet de soutenir les maquis anticommunistes tout en asséchant une source importante de financement des combattants communistes : un rapport des services de renseignement estime en 1948 que le Vietminh contrôle 80 % de la production d’opium.
C'est également une source permettant aux services secrets de financer des opérations et d'acheter des informations.

## Développement
L’opération X consiste à acheter aux Hmong leur production de pavot pour l’acheminer jusqu’au Laos. De là, grâce à plusieurs canaux de distribution, la drogue est redistribuée avec l’appui des Binh Xuyen,,,,. Les Hmong sont considérés comme une population rurale agricole montagnarde hostile par nature aux habitants plus riches et d’ethnies différentes des plaines. Les Thaïs fournissent également de la drogue. 
Le Groupement de commandos mixtes aéroportés (GCMA) est chargé d’organiser sur le terrain l’opération. Pour les Mhongs, l’opération est guidée par Touby Ly Phoung. 
Selon le colonel Roger Trinquier, qui a succédé au lieutenant-colonel Grall et participe à l'organisation du trafic, il n’y avait pas plus de 2 à 3 livraisons par an. Le responsable des actions de guérilla affirme aussi que toute autre forme de trafic est interdite.
Les militaires utilisent un avion bimoteur Douglas DC-3. Le 18 janvier 1953, un avion part de la plaine des Jarres, au Laos, à destination de Cap-Saint-Jacques, dans le sud du Vietnam, avec à son bord 1,5 tonne d’opium. La drogue est répartie au sein du Centre d’entrainement spécialisé (CES) : près de 500 kilos sont acheminés au « Grand Monde », une maison de jeu du quartier chinois de Saïgon tenue par les Binh Xuyen, le reste dans un entrepôt du GCMA à Saïgon. 
Si l’opération est secrète, elle est connue et couverte des principaux cadres militaires, tels que de Lattre de Tassigny et le commandant en chef en Indochine, Raoul Salan. Le gouvernement français, via le haut-commissaire en Indochine Jean Letourneau, est informé de son existence après le refus d’un officier trésorier de valider de faux documents comptables. Cela conduit à la saisie le 1er mars de la marchandise, mais le trafic se poursuit par la suite.

## Postérité
Les militaires, abandonnés par le pouvoir civil, sont contraints à ce type d'action, parmi d'autres illégales pour agir : fausse monnaie, trafic des piastres ou encore avec l’argent des BMC.
Leur exemple sera imité. L’agence centrale de renseignement américaine, la CIA, est accusée d’avoir organisé dès 1949 un trafic de drogues en Asie dans la lutte contre l’influence communiste durant la guerre de Corée. La pratique se serait généralisée durant la guerre du Vietnam puis utilisée sur d’autres théâtres d’intervention des services secrets américains.